# South Goa
South Goa är ett distrikt i Indien.   Det ligger i delstaten Goa, i den sydvästra delen av landet, 1 500 km söder om huvudstaden New Delhi. Antalet invånare är 640 537. Arean är 1 966 kvadratkilometer. South Goa gränsar till North Goa.
Terrängen i South Goa är huvudsakligen kuperad, men västerut är den platt.
Följande samhällen finns i South Goa:
- Marmagao
- Vāsco Da Gāma
- Madgaon
- Curchorem
- Sancoale
- Cuncolim
- Quepem
- Kānkon
- Colva
- Cavelossim
- Davorlim
- Navelim
- Benaulim
- Raia
- Chicalim
- Cortalim
- Chinchinim
- Sanguem
- Pale
- Varca
- Sanvordem
- Sarzora